# Tess Wester

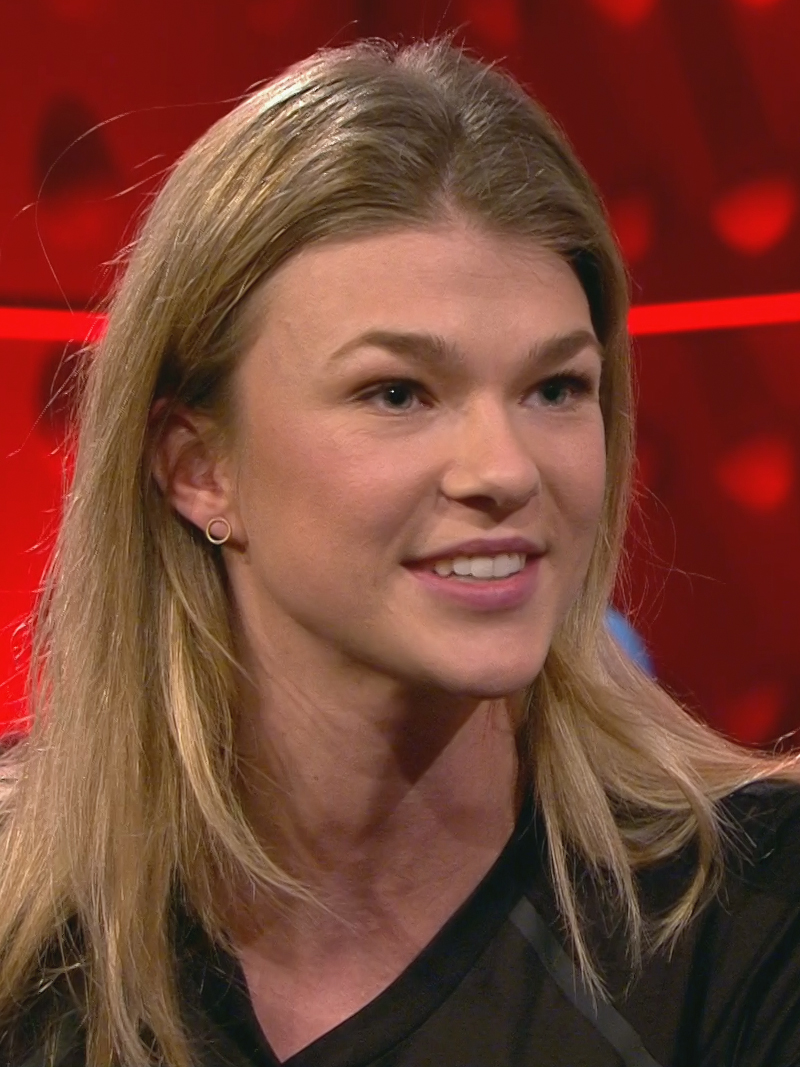
Tess Wester

Tess Wester (nascida em 19 de maio de 1993) é uma handebolista holandesa. Integrou a seleção holandesa feminina que terminou na quarta posição no handebol dos Jogos Olímpicos de Verão de 2016, realizados no Rio de Janeiro, Brasil. Atua como goleira e joga pelo clube SG BBM Bietigheim desde 2015. Foi medalha de prata no Campeonato Mundial de Handebol Feminino de 2015, na Dinamarca.